# Luta de Josh
A Luta de Josh foi um meme viral da Internet, luta a fingir e angariação de fundos para caridade realizada no Air Park em Lincoln, Nebraska, a 24 de abril de 2021, com uma 2ª edição do evento realizada no Bowling Lake Park, também em Lincoln, a 21 de maio de 2022.
O evento foi originalmente concebido por Josh Swain, um estudante de engenharia civil de Tucson, Arizona, a 24 de abril de 2020, motivado pelo tédio durante os confinamentos devido à pandemia de COVID-19. O eventou ganhou popularidade após uma captura de ecrã de um grupo de Messenger contendo vários usuários chamados Josh Swain se espalhar pela Internet.
Swain encorajou os membros do grupo a encontrarem-se, daí a um ano, em determinadas coordenadas para lutarem pelo direito de usar o nome "Josh". O evento, embora inicialmente criado como piada, atraiu uma multidão de quase mil pessoas no dia da "luta". O evento foi decorreu de forma alegre e sem ocorrência de qualquer violência real. O Wall Street Journal descreveu o evento como um "fenômeno global" e o The Guardian classificou-o como "talvez a melhor resposta a um doppelgänger online".

## Contexto
A 24 de abril de 2020, vários usuários do Facebook de nome "Josh Swain" foram adicionados a um grupo de Messenger. Seguiu-se a subsequente conversa:

– Provavelmente estão a questionar-se por que razão vos reuní aqui hoje
– Porque temos todos o mesmo nome....?
– Precisamente, a 24/04/2021, 12:00, encontramo-nos nestas coordenadas (40.8223286°N 96.7982002°W). Lutamos, quem ganhar pode manter o nome, todos os outros têm de mudar de nome, têm um ano para se preparar, boa sorte

| joshua swain | Logo do Twitter, um pássaro azul estilizado |
| @joshswainaz |                                             |

            there can only be one https://pic.twitter.com/VPamxjJ0yL

24 de abril de 2020

Swain explicou que a ideia para o evento surgiu devido ao tédio vivido durante os confinamentos devido à COVID-19. Swain explica que experimentara várias vezes a frustração de não poder escolher um nome de usuário exclusivo nas redes sociais devido a  outros indivíduos chamados Josh Swain. Josh postou uma captura de ecrã da conversa no Twitter nesse mesmo dia. O tweet recebeu mais de 64.000 gostos e 21.000 retweets em 2 semanas, surpreendendo o jovem.
Embora Swain tenha explicado que o tweet era "inteiramente uma piada", a imagem tornou-se um meme nas redes sociais. Alguns dias antes do evento, Swain anunciou no Reddit que o evento funcionaria como angariação de fundos para a Fundação Children's Hospital & Medical Center (CH&MC) do Omaha, e ainda como recolha de alimentos não perecíveis para doar ao Banco Alimentar de Lincoln. No mesmo post, Swain sugeriu aos participantes que trouxessem esparguetes/chouriços de natação como "armas" para a luta.
Swain selecionou Lincoln, Nebraska, como local para o evento devido à sua localização central nos E.U.A.; as coordenadas originais, escolhidas aleatoriamente, estavam localizadas num campo em propriedade privada. O dono do campo não aceitou receber "um evento tão ridículo" e, consequentemente, a luta foi realocada para o Air Park, a cerca de 4,2 km de distância.

## Evento
No dia marcado, cerca de mil pessoas, incluindo pelo menos 50 chamadas Josh, reuniram-se no Air Park. Os participantes vieram de todos os cantos dos E.U.A., desde Nova Iorque a Washington e Texas; alguns vestidos de super-heróis e de personagens de Star Wars. Foram realizadas três "lutas" - um jogo de pedra, papel e tesoura para aqueles chamados Josh Swain, um combate com chouriços de natação para todos os participantes chamados Josh e uma terceira e última batalha all-in para qualquer pessoa com um chouriço que quisesse participar.
Apenas dois dos participantes eram chamados "Josh Swain" - Josh Swain, o criador do evento, venceu Josh Swain, de 38 anos, originário de Omaha, no jogo de pedra, papel e tesoura. Um rapaz local de 5 anos chamado Josh Vinson Jr., apelidado de "Pequeno Josh", que tinha sido tratado no CH&MC devido a convulsões com 2 anos, foi declarado vencedor geral. Vinson Jr. foi coroado com uma coroa de papel do Burger King, assim como uma réplica do cinturão do Campeonato Mundial da AEW. O pai do rapaz, Josh Vinson Sr., declarou que aquele fora "o melhor dia da vida" do seu filho.
O evento arrecadou 14.355 dólares para a Fundação Children's Hospital & Medical Center - muito além do objetivo inicial de mil dólares - e angariou mais de 90 kg de alimentos para o banco alimentar de Lincoln. O CH&MC demonstrou gratidão pela iniciativa nas redes sociais. A 6 de maio de 2021, Josh Cellars, uma adega californiana, decidiu doar 30.000 dólares ao CH&MC.
No ano seguinte, uma 2ª edição do evento foi realizada a 21 de maio de 2022, no Bowling Lake Park. A "luta" foi organizada pelo Arizonan Swain, com doações a reverterem para o CH&MC. Cerca de 200 pessoas compareceram, incluindo pelo menos 20 chamadas Josh. O evento arrecadou 20.576 dólares, e a Josh Cellars decidiu duplicar a doação. Segundo o The Wall Street Journal, Swain gostaria que a "Luta de Josh" ocorresse anualmente, mas confessou que "não tem a certeza se será capaz de mantê-la".

## Ver Também
- Storm Area 51 – evento do Facebook de 2019 e meme da Internet